# Сексът и градът 2
„Сексът и градът 2“ (на английски: Sex and the City 2) е американски игрален филм от 2010 г., по сценарий и режисура на Майкъл Патрик Кинг. Той е продължение на игралния филм „Сексът и градът“ (2008), базиран от едноименния сериал през 1998-2004 г., излъчван по HBO и едноименната книга на Кандис Бушнел.

## В България
На 18 юни 2016 г. bTV излъчи филма с български дублаж за телевизията. Дублажът е на Медиа Линк. Екипът се състои от:
| Преводач            | Евелина Парапанова                                                              |
| Тонрежисьор         | Цветан Дацов                                                                    |
| Режисьор на дублажа | Михаела Минева                                                                  |
| Озвучаващи артисти  | Ася Братанова Ева Демирева Радосвета Василева Георги Георгиев-Гого Даниел Цочев |